# Daze Before Christmas
Daze Before Christmas — видеоигра в жанре платформер, разработанная компанией Funcom и изданная Sunsoft для игровых платформ Sega Mega Drive и SNES в 1994 году.

## Сюжет
В канун Рождества Санта-Клаус и его эльфы, как обычно, готовили подарки. Но вот перед самым праздником злой Снеговик распугал всех эльфов, а его приятель Часовщик похитил планы Санты на Рождество. Санта понял, что за всем этим стоит злодей по имени Мистер Буран, который хочет сорвать праздник Рождества. Теперь Санте нужно найти всех эльфов и свои записи, а заодно помешать планам Мистера Бурана.

## Геймплей

Кадр из первого уровня версии для Sega Mega Drive

Обе версии (для Sega Mega Drive и SNES) по игровому процессу и графическому оформлению в основном сходны между собой.
В игре предстоит играть за Санта-Клауса, который спасает Рождество. Герой умеет бегать и прыгать, прятаться от опасностей в свой мешок, а также использовать магию. Магия у Санты двух типов: обычная (чтобы уничтожать врагов) и специальная (чтобы, например, растапливать ледяные перегородки). Также Санта собирает подарки, разбросанные по пути, находит и освобождает эльфов. Подобрав специальный предмет (кружку с горячим шоколадом), Санта на некоторое время превращается в Анти-Санту — злобного старичка с рожками. Он не умеет подбирать призы, но без этого «превращения» в некоторых местах игры нельзя пройти дальше.
Уровни представляют собой замкнутые локации с боковым сайд-скроллингом, по которым можно перемещаться в любом направлении. Это дом-мастерская Санты, ледяная пещера, подземелье, фабрика игрушек и др. На них присутствуют множество ловушек, врагов и полезных предметов.
Враги в игре — монстрики и игрушки Санты, заколдованные Бураном. Полезные предметы заключены в коробки, которые открываются при помощи магии. В коробках может быть дополнительная жизнь (изображение Санты), здоровье (его шапка) или «точка сохранения» (колокольчик). Иногда в коробке вместо приза может оказаться бомба или монстрик. Также Санта может найти пару своих похищенных оленей и вызволить их из-за ледяных стен.
В конце некоторых уровней героя ждёт босс. Их в игре четыре: Снеговик (англ. Evil Snowman), Часовщик (англ. The Timekeeper), Злобный Крыс (англ. Louse the Mouse) и Мистер Буран (англ. Mr. Weather). Для каждого из них нужна определённая тактика. Например, на Крыса нужно сбрасывать гирю, когда тот приближается к герою, и только потом атаковать, а Снеговика можно растопить только с помощью специальной магии.
Кроме обычных уровней, в игре есть также «бонусные»: Санта летит на волшебных санях над городом какой-либо страны (Великобритания, Россия, Япония, США) и бросает вниз подарки. При этом надо облетать различные препятствия и стараться чтобы подарки попадали в печные трубы домов.

## Оценки
Обе версии игры получили средние оценки критиков и игроков.